# Njemačka carska vojska
Njemačka carska vojska (njem. Deutsches Heer) bila je oružana snaga Njemačkog Carstva od njegovog utemeljenja pa sve do poraza Njemačke u Prvom svjetskom ratu. Naziv Deutsches Heer također se koristi za kopnenu vojsku suvremenog njemačkog Bundeswehra. Od mirnodopskog broja od 500.000 ljudi, njemačka carska vojska je tijekom rata bila narasla na 13,000.000 vojnika. Nakon njezinog raspuštanja, carsku vojsku zamijenio je Reichswehr, koji je bio oružana snaga Weimarske Republike.